# Championnat du Mexique de hockey sur glace
Le Championnat du Mexique de hockey sur glace est le meilleur niveau de hockey sur glace au Mexique il y a 4 équipes dans la ligue.

## Équipes
- Oros de San Jeronimo
- Halcones de Lomas Verdes
- Leones de León
- Tigres de Metepec

### Équipe défuntes
- Lobos de Gran Sur

## Champions
- 2007 - Oros de San Jeronimo[1]
- 2006 - Halcones de Lomas Verdes
- 2005 - Oros de San Jeronimo